# Преодолей отсутствие
«Преодолей отсутствие» (исп. Vencer la ausencia) — мексиканская теленовелла 2022 года производства продюсера Рози Окампо для телекомпании Televisa. Это четвёртая постановка франшизы «Преодолей». В главных ролях: Ариадна Диас, Майрин Вильянуэва, Дэвид Зепеда, Данило Каррера, Алехандра Баррос, Алексис Айяла, Хесус Очоа, Мариана Гарса и Мария Перрони Гарса Премьера состоялась 18 июля и завершилась 4 ноября 2022 года на канале Las Estrellas.

## Сюжет
Сестринские отношения четырех женщин разного происхождения рушатся, когда в результате несчастного случая все они теряют любимого человека. Выяснив причины аварии, они поделятся мучительной тайной. Четыре женщины должны преодолеть отсутствие своих близких и справиться с горем, чтобы восстановить свою жизнь, восстановив сестринские отношения, которые их объединяли.

## В ролях

### Основной состав
- Ариадна Диас — Хулия Миранда Чавес
- Майрин Вильянуэва — Эстер Норьега Луна
- Давид Сепеда — Херонимо Гарридо
- Данило Каррера — Анхель Фунес
- Алехандра Баррос — Селесте Мачадо
- Алексис Айала — Браулио Дуэньяс
- Хесус Очоа — Родольфо Миранда
- Мариана Гарса — Маргарита Рохо
- Мария Перрони Гарса — Мария дель Райо «Райо» Рохо

### Вспомогательный состав
- Наиля Норвинд — Флавия Вилчис
- Лаура Кармине — Ленар Рамирес
- Марилуз Бермудес — Ана Софи Ордакс
- Давид Остроски — Гомер Фунес (эпизоды 1-65)
- Сильвия Марискаль — Клаудия Луна
- Лаура Луз — Чепина Чавес
- Фелипе Нахера — Максимо Камарго
- Эудженио Монтессоро — Сантино
- Агустин Арана — Донато Хиль
- Маркос Монтеро — Мисаэль Вальдес
- Фернанда Урдапиллета — Джина Миранда
- Адриана Льябрес — Мирна Фунес
- Мигель Мартинес — Эрик
- Андрес Васкес — Иван Камарго
- Андре Себастьян — молодой Иван
- Федерико Поррас — Адэр
- Дэни Мендоса — Эбенезер
- Николь Рейес — Матильда
- Лука Валентини — Тео
- Мариано Сориа — Даниэль
- Родриго Мюррей — Гомер Фунес (эпизоды 70-80)